# Dar Pomorza
Le Dar Pomorza (1909), ex-Prinzess Eitel Friedrich, est un trois-mâts carré à coffre à longue dunette, d'origine allemande, construit au chantier naval Blohm et Voss Hamburg, qui servit de navire-école pour la marine marchande allemande, puis polonaise. C'est aujourd'hui un bateau musée à Gdynia (Pologne).

## Histoire
Le futur Dar Pomorza est lancé le 28 septembre 1909 sous le nom de Prinzess Eitel Friedrich. Bien que ne provenant pas du même chantier, il a été construit sur le modèle du Grossherzogin Elisabeth (actuel Duchesse Anne) dont il est l'un des trois sister-ships.
Il sert alors de bateau école au profit de l'amicale des navires écoles allemands (Deutscher Schulchiff Vereins) créée en 1900 sous la présidence du grand duc d'Oldenbourg et entre en service le 6 avril 1910 en embarquant pour son voyage inaugural le premier officier et les cadets du Grossherzogin Elisabeth qui doit être révisé. Son premier commandant est le capitaine Dressler.
En 1920, il est donné à la France en guise de dommages de guerre et devient le Colbert basé à Saint-Nazaire. Il ne fut toutefois jamais incorporé à la flotte de la Marine française.
Remisé en 1929, il est vendu à la Pologne et acquis par l’École maritime polonaise à l’aide des fonds rassemblés par les habitants de Poméranie. Il est alors rebaptisé Pomorze (« Poméranie »). Il est remis en état dans un chantier naval à Nakskov (équipé notamment d'un moteur diesel). Remis en service le 13 juillet 1930 sous le nom de Dar Pomorza (« don de la Poméranie »), il poursuit sa carrière de navire école de la marine marchande. Il effectue un voyage autour du monde (entre 1930 et 1939) avec passage du cap Horn en 1934-1935. Après avoir été mis à l'abri à Stockholm en 1937, il reprend ses entraînements dans les eaux européennes dès 1939. Il se trouve néanmoins en Afrique en 1962, au Canada en 1967 (pour l’Expo ’67). Sous le commandement du capitaine Jurkiewicz, il participe à l'« Operation Sail » en 1972, 1974, 1976, 1978 et 1980 et remporte les régates de 1972 et 1980. Il navigue jusqu'en 1981, remplacé par le Dar Młodzieży. Pour son dernier voyage, le voilier se voit décerner la plus grande récompense civile polonaise : l’Ordre de la Polonia Restituta.
Sous pavillon polonais, le Dar Pomorza aura parcouru 509 804 milles (environ 820 274 km), totalisant 105 voyages et 319 escales dans 140 ports. Le voilier école a formé 13 911 officiers de la Marine marchande polonaise.
Le voilier est aujourd'hui la propriété de l’Université maritime de Gdynia. Il est amarré comme bateau musée près de la place Kosciuszko (à Gdynia) et ouvert au public depuis 1983 dans le cadre de la collection du Polish Maritime Museum. En 2007, plus de 3 millions de personnes l'avaient visité.

## Galerie

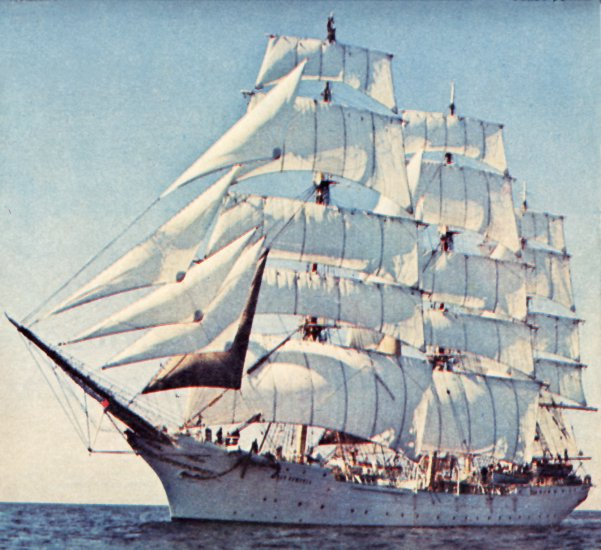
Dar Pomorza toutes voiles dehors
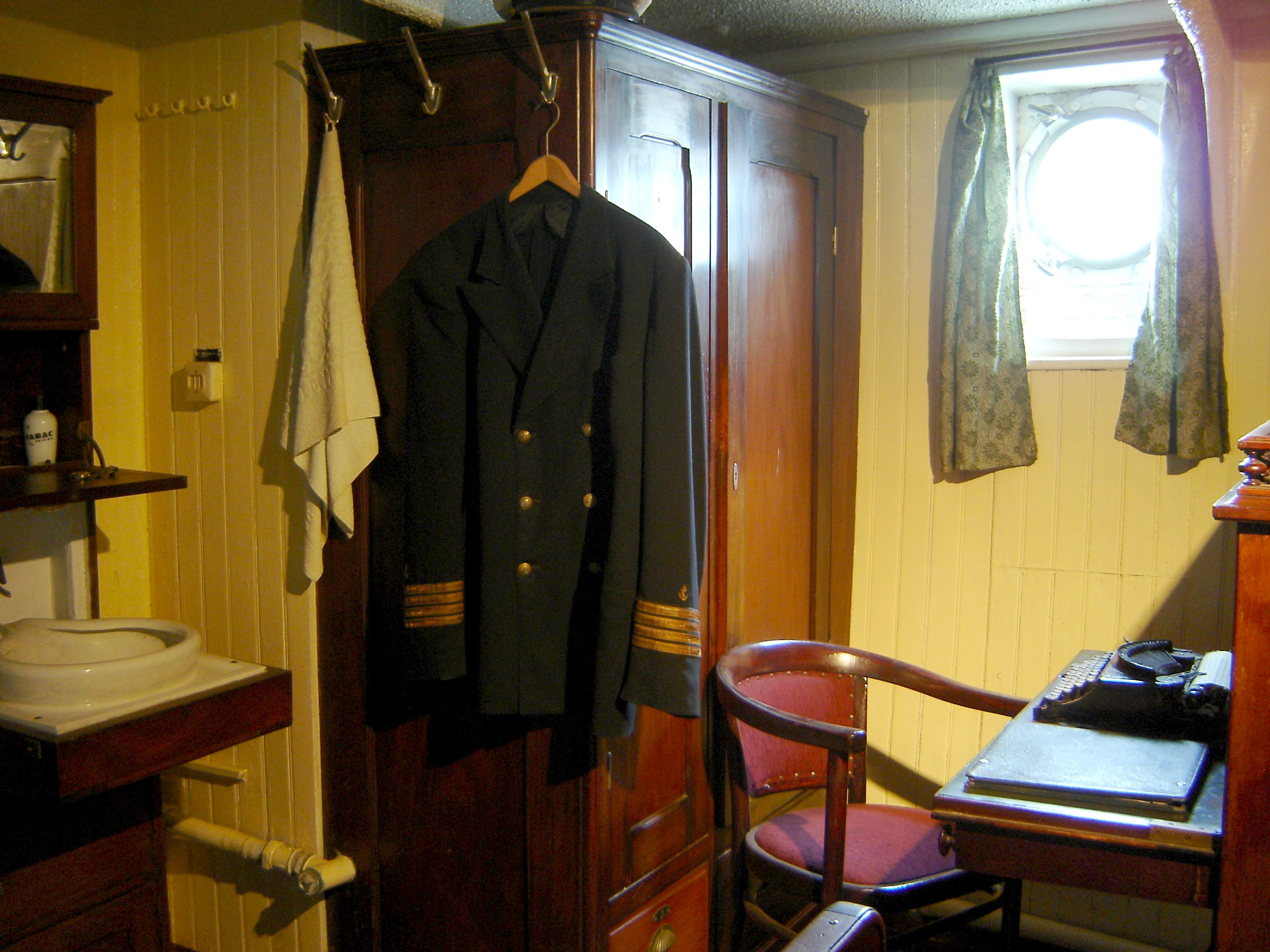
Cabine du commandant du Dar Pomorza
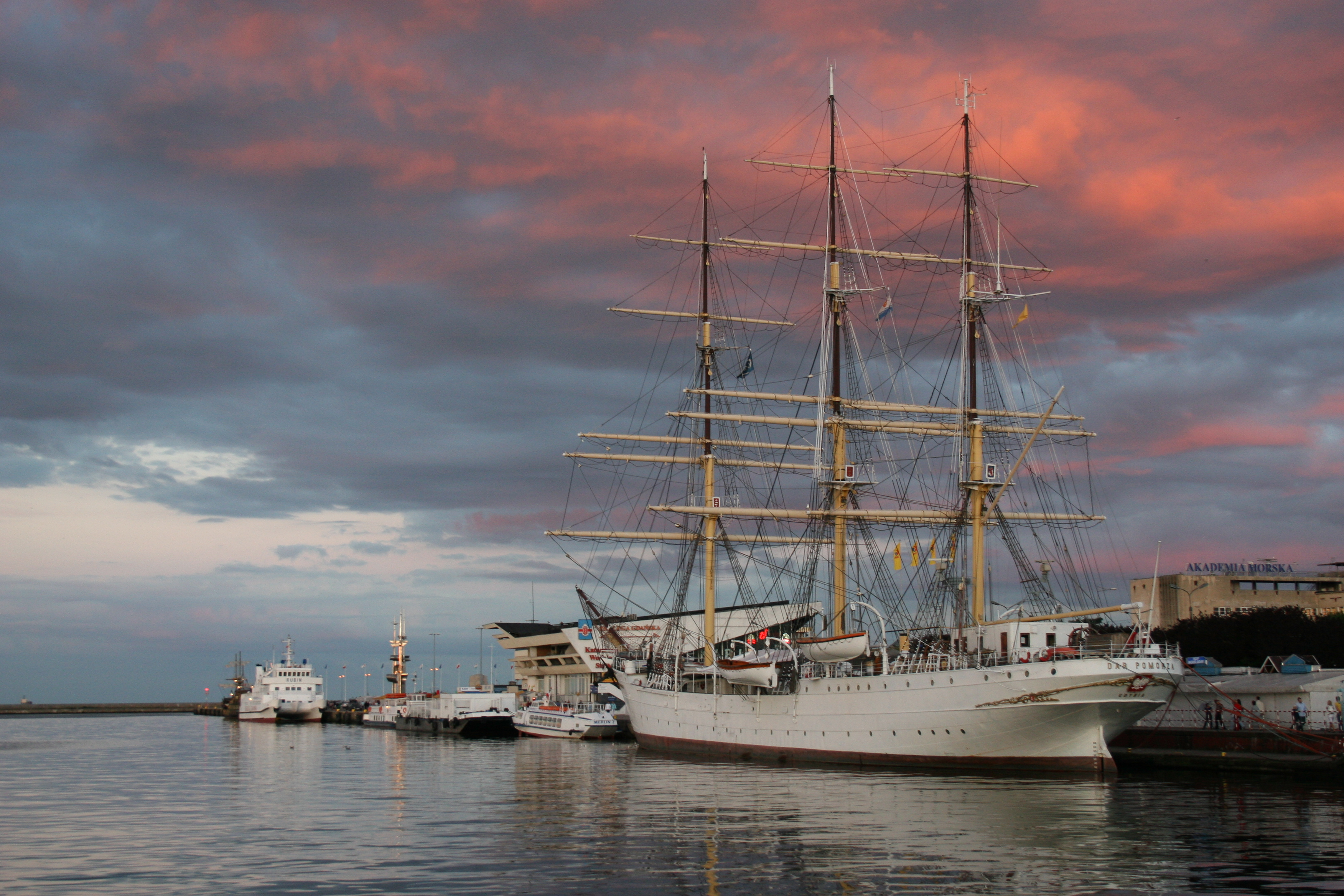
Dar Pomorza en 2008.